# 廣岡俊光
廣岡 俊光（ひろおか としみつ、1981年5月26日 - ）は、北海道文化放送（uhb）の男性アナウンサー。

## 経歴
広島県安芸郡府中町生まれ、岡山県育ち。岡山高等学校、立教大学経済学部卒業後、2005年入社。
入社4年目の2007年には『春の高校バレー』実況、また『Uhbスーパーニュース』スポーツコーナーを担当。北海道日本ハムファイターズ中継のベンチリポーター、『Meijiチョコレートカップ』ラウンドリポーター、『北海道マラソン』バイクリポーターなどを務めながら、2009年2月からは土屋惠史の後任として『Fの炎』の3代目司会に就任（初代は吉田雅英）。同年4月にプロ野球中継実況デビューすると、同局が中継した全試合で実況を担当。同年の日本シリーズではフジテレビアナウンサー（当時）の田中大貴と共に情報リポーターを務めた。『2010UHB杯ジャンプ』でネット番組でも実況デビューした。
物心ついた頃からの広島東洋カープファンであると公言しており、2016年6月7日にはテレビ新広島にもネットされる日本ハム対広島戦の実況を担当する。

## 担当番組

### 現在の出演番組
- みんなのテレビ→みんテレ（みんなのスポーツ→メインキャスター）
- uhbニュース
- BASEBALL SPECIAL→みんスポBASEBALL（2009年は同局中継の全9試合を実況。2009年日本シリーズはFNS全国ネットの第2・6戦、2012年日本シリーズは同じく第4戦で日本ハム側リポーターを担当）
- 北海道マラソン（2008年、2009年はバイクリポーターを担当）
- Meijiチョコレートカップ
- 春の高校バレー
- UHB杯ジャンプ大会

### 過去の出演番組
- Fの炎
- U型テレビ（U型SPORTSリポーター）
- uhbスーパーニュース
- サタすぽ→みんスポSATURDAY